# Thrixspermum torajaense
Thrixspermum torajaense är en orkidéart som beskrevs av P.O'byrne. Thrixspermum torajaense ingår i släktet Thrixspermum och familjen orkidéer.
Artens utbredningsområde är Sulawesi. Inga underarter finns listade i Catalogue of Life.